# Dicistroviridae
Die Dicistroviridae sind eine Familie von RNA-Viren, die verschiedene Insektenarten infizieren. Die Dicistroviridae infizieren unter anderem Röhrenblattläuse (Aphididae), Fliegen, Zwergzikaden, Bienen, Ameisen und Seidenspinner.

## Aufbau

### Virion

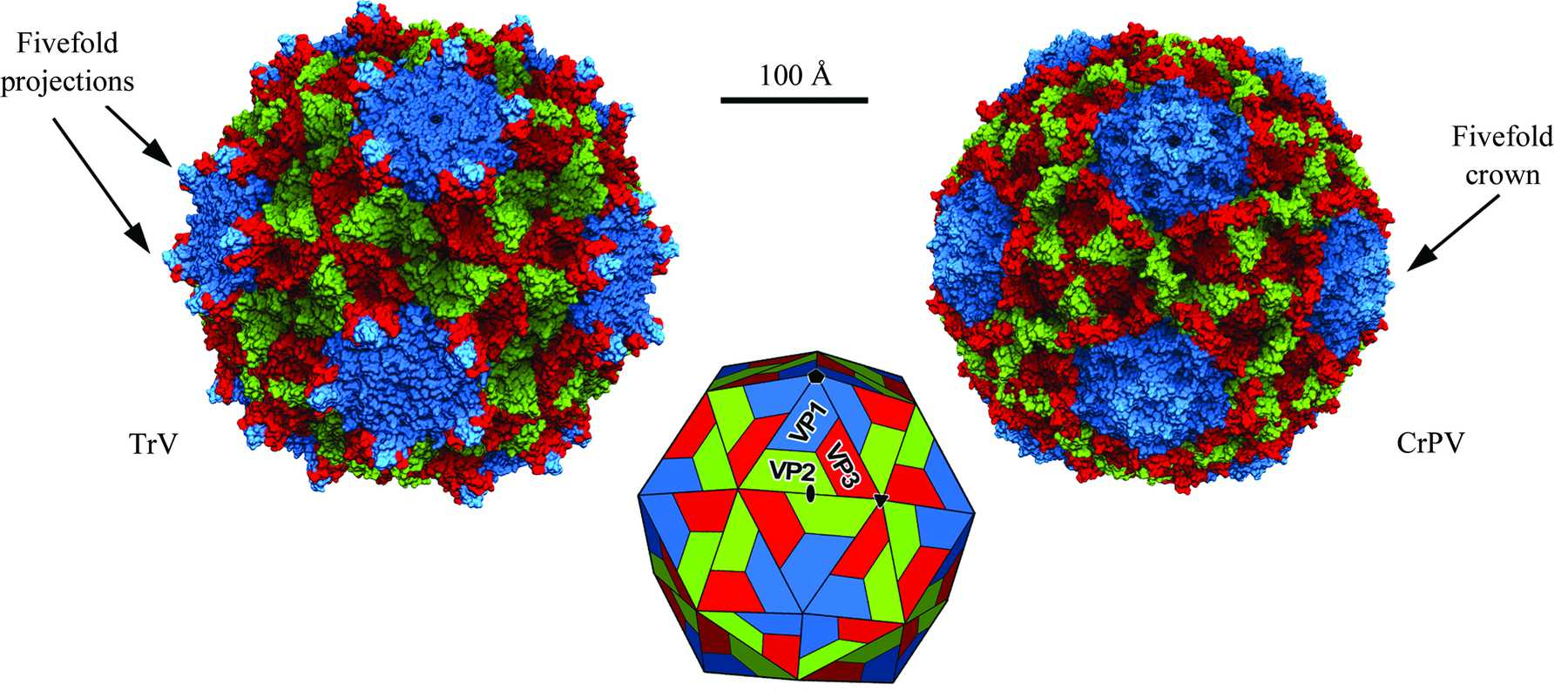
Molekulare Oberflächen des Triatoma-Virus (TrV) und Grillen-Paralyse-Virus (CrPV). VPn = CPn.

Discistroviren besitzen ein unbehülltes ikosaedrisches Kapsid von etwa 30 nm Durchmesser mit der Triangulationszahl pseudo-3. Das Kapsid besteht aus vier Kapsidproteinen CP1–4, von denen CP1–3 an der Oberfläche des Kapsids liegen und CP4 an der Innenseite des Kapsids.

### Genom
Dicistroviridae besitzen ein Genom aus einem einzelsträngigen RNA-Molekül positiver Polarität, das am 5'-Ende das virale Protein VPg trägt und am 3'-Ende einen Poly-A-Schwanz. Der Name Dicistroviridae stammt vom dicistronischen Aufbau des Genoms, sie besitzen zwei nicht überlappende offene Leseraster. Einige Dicistroviren wurden ursprünglich zu den Picornaviren gezählt. Die Dicistroviridae gehören zusammen mit weiteren Familien wie den Picornaviridae, den Iflaviridae und den Secoviridae (letztere beinhalten die früheren Familien Sequiviridae und Comoviridae) zur Virusordnung Picornavirales, die Picornavirales werden ihrerseits zusammen mit weiteren Familien wie den Potyviridae und Totiviridae zur vorgeschlagenen Gruppe picornavirus-like superfamily vereint. Diese Superfamilie (eigentlich Superordnung) besitzt die Reihenfolge der Gene im Genom Hel(Helicase)-Pro(Protease)-RdRp(RNA-Polymerase) und im zweiten offenen Leseraster CP1-CP4-CP2-CP3. Im Gegensatz zu den meisten anderen Vertretern der Superfamilie befinden sich die Kapsidproteine am 3'-Ende des Genoms und nur Dicistroviren und Comoviren besitzen zwei offene Leseraster.
Die Cripaviren besitzen jeweils eine IRES am 5'-Ende von beiden offenen Leserastern, die als alternativer Translationsstartpunkt verwendet wird. Über einen Leserastersprung entsteht beim Grillen-Paralyse-Virus aus dem ersten offenen Leseraster das Protein VP1A.

### Proteine
Aus dem Genom wird aus jedem offenen Leseraster ein Polyprotein erzeugt, das durch Proteolyse in seine endgültigen Bestandteile gespalten wird.

## Systematik

### Innere Systematik
Die Familie Dicistroviridae (früher dicistro-like viruses) besteht nach ICTV mit Stand Mitte April 2024 aus drei Gattungen (Genera):
- Genus: Aparavirus
  - Spezies: Aparavirus apisacutum (ehem. Typus) mit Akutes Bienenparalysevirus (englisch englisch Acute bee paralysis virus, ABPV)[15][16][17][18]
  - Spezies: Aparavirus cancerluti mit Mud crab virus alias Mud crab dicistrovirus 1 (MCV)[19] – befällt Schwimmcrabben der Gattung Scylla
  - Spezies: Aparavirus israelense mit Israelisches Akute-Paralyse-Virus alias Israelisches Akute-Bienenparalyse-Virus (en. Israeli acute paralysis virus, IAPV)[20]
  - Spezies: Aparavirus kashmirense mit Kaschmir-Bienen-Virus (en. englisch Kashmir bee virus, KBV)[21]
  - Spezies: Aparavirus tauraense mit Taurasyndrom-Virus (en. englisch Taura syndrome virus, TSV)
  - Spezies: Aparavirus vallesi mit Solenopsis invicta virus 1 (SINV-1, SINV1) – ein Feuerameisenvirus, Spezies Solenopsis invicta

- Genus Cripavirus (früher Cricket paralysis-like viruses)
  - Spezies: Cripavirus drosophilae mit Drosophila C virus (DCV)
  - Spezies: Cripavirus grylli (ehem. Typus) mit Grillen-Paralyse-Virus (en. englisch Cricket paralysis virus, CrPV)[22][23]
  - Spezies: Cripavirus mortiferum mit Aphid lethal paralysis virus alias 'Aphid lethal virus (ALPV)[15][24]
  - Spezies: Cripavirus porteri mit Solenopsis invicta virus 6 (SINV-6, SINV6) – ein Feuerameisenvirus, Spezies Solenopsis invicta
  - Spezies: Cripavirus ropadi mit Rhopalosiphum padi virus (RhPV)

- Genus Triatovirus
  - Spezies: Triatovirus himetobi mit Himetobi P virus (HiPV)
  - Spezies: Triatovirus hocoagulatae mit Homalodisca coagulata virus 1 (HoCV-1, HoCV1)
  - Spezies: Triatovirus nigereginacellulae mit Schwarzes Königinnenzellvirus (en. englisch Black queen cell virus,  BQCV)  – ein Honigbienenvirus
  - Spezies: Triatovirus plastali mit Plautia stali intestine virus (PSIV)
  - Spezies: Triatovirus triatomae (ehem. Typus) mit Triatoma-Virus (en. englisch Triatoma virus, TrV) – befällt Raubwanzen der Gattung Triatoma in der Unterfamilie Triatominae

- ohne Gattungszuweisung (Vorschläge, Auswahl)[25]
  - Acheta domesticus virus[26]
  - Spezies „Alloteropsis semialata dicistro-like virus 1“
  - Spezies „Arabidopsis halleri dicistro-like virus 1“
  - Spezies „Big Sioux River virus“ (BSRV)[15]
  - Spezies „Blackberry virus Z“
  - ?Spezies „Cloudy wing virus“ mit „Trübes Flügelvirus“ (CWV)[27][28][17]

Weitere Vorschläge finden sich bei Wamonje et al. (2017).

### Äußere Systematik
Das ICTV hat mit der Master species List (MSL) #35 vom März 2020 die Dicistroviridae der Ordnung Picornavirales zugeordnet. Ein Kladogramm findet sich dort unter Picornavirales §ICTV Master Species List #35.